# Bernardo Chía
Bernardo Chía (Soacha, Cundinamarca, Colombia; 21 de junio de 1948) es un exfutbolista colombiano que se desempeñó como defensor y jugó toda su carrera en Independiente Santa Fe; club del cual él se considera hincha y en el que jugó toda su carrera. Con Santa Fe, fue campeón del Fútbol Profesional Colombiano en 1971 y en 1975. Chía es primo hermano de Heliodoro Vásquez que también fue futbolista y fue campeón con Santa Fe. 

## Trayectoria

### Inicios
Bernardo Chía nació en el municipio de Soacha, en el departamento de Cundinamarca. En su pueblo natal, empezó a jugar fútbol y luego se fue a la ciudad de Bogotá para jugar en las divisiones inferiores de Independiente Santa Fe.

### Independiente Santa Fe
Después de haber jugado por un tiempo con los equipos juveniles, Chía debutó como profesional con la camiseta de Santa Fe en el año 1971. En su primer año con el equipo cardenal, jugó varios partidos e hizo parte de la nómina campeona de que consiguió el quinto título de la historia del club. En aquel año, fue campeón junto a grandes jugadores como los colombianos Alfonso Cañón, Víctor Campaz, y su primo hermano Heliodoro Vásquez. En el año 1973, Bernardo se hizo un lugar en la defensa del equipo albirrojo de la capital de Colombia y jugó buenos partidos. En 1975, Chía entraría en la historia del cuadro cardenal ya que fue titular e importante dentro de la nómina que consiguió el sexto (6) título del club. Aquel Santa Fe tenía grandes jugadores como los colombianos Alfonso Cañón, Ernesto Díaz, Héctor Javier Céspedes y Luis Alberto Montaño; además de los argentinos Juan Carlos Sarnari y Carlos Alberto Pandolfi. En ese año, Chía fue uno de los mejores jugadores en la defensa del equipo. Un año después, en 1976; el soachuno jugó por primera vez la Copa Libertadores de América. En el torneo internacional, jugó un Clásico bogotano contra Millonarios. Chía siguió jugando hasta el año 1977, cuándo después de haber sido 2 veces campeón, y una de las figuras de Santa Fe; se retiró del fútbol profesional. 

## El fútbol en su familia
Bernardo no fue el único futbolista profesional en su familia, ya que su primo hermano Heliodoro Vásquez; también jugó en Santa Fe entre 1971 y 1973, y volvió en 1975. Bernardo y Heliodoro fueron campeones con el equipo cardenal 2 veces (1971 y 1975), y han sido unos de los pocos familiares en ser campeones a la vez con Santa Fe. 

## Clubes
| Club                        | País     | Año       |
| --------------------------- | -------- | --------- |
| Club Independiente Santa Fe | Colombia | 1971-1977 |

## Palmarés

### Campeonatos nacionales
| Título           | Club     | País     | Año  |
| ---------------- | -------- | -------- | ---- |
| Primera División | Santa Fe | Colombia | 1971 |
| Primera División | Santa Fe | Colombia | 1975 |